# Robert (filmpris)
 For alternative betydninger, se Robert. (Se også artikler, som begynder med Robert)
Robert er en dansk filmpris, som uddeles af Danmarks Film Akademi. Robert-priserne er udtryk for branchens anerkendelse af kollegernes indsats i det forløbne år inden for forskellige faglige discipliner og kategorier. Prisen blev uddelt første gang i 1984 og er opkaldt efter statuettens skaber, skulptøren Robert Jacobsen, som selv var en stor filmelsker.

## Robertpriser
De nuværende priskategorier er:
- Årets danske spillefilm
- Årets børne- og ungdomsfilm
- Årets instruktør
- Årets mandlige hovedrolle
- Årets kvindelige hovedrolle
- Årets mandlige birolle
- Årets kvindelige birolle
- Årets originale manuskript
- Årets adapterede manuskript
- Årets score
- Årets originale sang
- Årets fotograf
- Årets klipper
- Årets kostumedesigner
- Årets kostumier
- Årets sminkør
- Årets sounddesigner
- Årets scenograf
- Årets visuelle effekter
- Årets mandlige hovedrolle – tv-serie
- Årets kvindelige hovedrolle – tv-serie
- Årets mandlige birolle – tv-serie
- Årets kvindelige birolle – tv-serie
- Årets danske tv-serie
- Årets korte tv-serie
- Årets engelsksprogede film indtil 2019 Årets amerikanske film
- Årets ikke-engelsksprogede film indtil 2019 Årets ikke-amerikanske film
- Årets dokumentarfilm
- Årets korte dokumentarfilm
- Årets korte fiktions- eller animationsfilm
- Årets lange fiktions- eller animationsfilm
- Æres-Robert

### Tidligere priser
- Årets udenlandske spillefilm (1984-1998, derpå splittet op i Årets amerikanske film og Årets ikke-amerikanske film
- Publikumsprisen
- Årets novellefilm

## Uddelinger de seneste år
| Nr. | Dato             | Filmår | Vært            | Bedste film                 |
| 26  | 1. februar 2009  | 2008   |                 | Frygtelig lykkelig          |
| 27  | 7. februar 2010  | 2009   |                 | Antichrist                  |
| 28  | 6. februar 2011  | 2010   |                 | R                           |
| 29  | 5. februar 2012  | 2011   |                 | Melancholia                 |
| 30  | 28. februar 2013 | 2012   | Rasmus Bjerg    | Kapringen                   |
| 31  | 26. januar 2014  | 2013   | Oliver Zahle    | Jagten                      |
| 32  | 1. februar 2015  | 2014   | Lars Hjortshøj  | Nymphomaniac Director's Cut |
| 33  | 7. februar 2016  | 2015   | Lars Hjortshøj  | Under sandet                |
| 34. | 5. februar 2017  | 2016   | Hella Joof      | Der kommer en dag           |
| 35. | 4. februar 2018  | 2017   | Paprika Steen   | Vinterbrødre                |
| 36. | 3. februar 2019  | 2018   | Jan Gintberg    | Den skyldige                |
| 37. | 26. januar 2020  | 2019   | Oliver Zahle    | Dronningen                  |
| 38. | 6. februar 2021  | 2020   | Søren Høy       | Druk                        |
| 39. | 5. februar 2022  | 2021   | Camilla Bendix  | Hvor kragerne vender        |
| 40. | 4. februar 2023  | 2022   | Frederik Cilius | Holy Spider                 |
| 41. | 3. februar 2024  | 2023   | Lise Baastrup   | Bastarden                   |